# 감시와 처벌
《감시와 처벌》(Surveiller et punir, 영어: Discipline and Punish)는 철학자 미셸 푸코가 1975년에 지은 철학서이다. 중세시대부터 현대까지의 감옥의 역사를 통해, 그 속에 숨겨져 있는 권력관계를 파헤치는 책이다. 감옥의 각종 장치의 발견을 통해서 권력은 어떻게 한 개인의 신체를 조종하려고 하는지에 관해 언급되어 있다. 대한민국 초판은 오생근의 번역을 통해 1994년 6월 15일에 나왔고, 이어서 개정판이 2003년 10월 5일에 발매되었다.

## 주요 내용

### 신체형
중세시대에는 신체형이라는 형벌이 종종 발생하였다. 범죄자에게 벌을 주는 권력은 왕권 그 자체였다. 왕권은 신민들에게 자신의 권위를 알리는데 그 목적이 있었다. 따라서 신체형은 하나의 성대한 의식처럼 진행되었다. 광장에서 진행되는 신체형은 범죄자에게 각종 신체적 형벌을 가한다. 이 형벌의 전체 과정을 신민에게 보여줌으로써, 왕권은 신민들에게 왕권의 높은 권위, 즉 자신들은 신민이기 때문에 왕이라고 함은 쳐다보지 못할 존재라는 사상을 무의식적으로 주입한다.
하지만 종종 이런 의식은 몇몇 부작용이 드러나곤 했다. 왜냐하면 그러한 의식이 진행되는 과정에서 죄인이 자신의 억울함, 그리고 사회에 대한 불만감을 대중들에게 표출하는 경우가 발생하였기 때문이다. 이러한 현상은 오히려 신민들에게는 죄인이 불쌍하다는 인식, 사회에 대한 불만을 폭발하게 만드는 요소로 나타나게 된다. 이는 결과적으로 폭동과 같은 불상사가 발생하곤 했다.

### 감옥의 등장
신체형의 문제점이 드러나면서, 결국 권력은 신체에 대한 처벌에 대해 한계점을 드러내게 되었다. 이 상황에서 등장한 형벌은 감옥살이이다. 과거 신체형이 인간의 신체를 다루고 있다고 한다면, 감옥살이는 인간의 정신 개조를 목적으로 한다. 이 정신 개조라 함은 한 개인이 자신이 지은 죄에 대해 반성할 수 있게 만드는 형태이다. 재판을 통한 징역 기간의 설정은 범인이 개심할 수 있는 범위 내에서 설정되어야 한다. 그러한 개심의 궁극적인 목적은 사회화, 즉 권력에 이익이 될 수 있는 존재로 만들어 나가는 데 있다. 죄인은 이러한 권력의 존재에 대해 인식을 하지 못한다. 이러한 비가시성, 그게 권력이 원하는 바이자 과거 중세 시대의 왕권과의 차이이다.

### 감옥의 규율
권력의 가르침을 죄수들에게 주기 위해, 감옥 내에서 권력은 여러 가지 규율을 만들어 냈다. 이 규율은 감옥 그 자체에서 새로 생성된 법이 아니다. 이미 권력이 한 개인을 사회화하기 위해 만들어 놓은 다른 시스템에서 차용된 내용들이 가득하다. 학교, 군대, 수도원, 병원에서 이미 그 효과를 입증하였던 규율은 감옥에서도 죄수들을 반성하게 하는데 이용한다. 규율을 통해 권력은 인간의 신체가 아닌, 인간의 정신을 공격해 들어온다.

### 감옥, 형벌제도와 함께 발전한 학문
형벌제도의 발달 때문에 권력은 그와 관련된 여러 가지 학문이 발달하였다. 일망감시시설(panopticon), 즉 교도관 한 명이 여러 죄수를 감시할 수 있는 시스템은 관리의 효율성을 불러 일으켰다. 건축학, 광학은 이 시스템을 바탕으로 발전해 오게 되었다. 재판 과정에서 죄인의 죄를 측정하기 위한 심리학, 병리학의 발달 역시 이와 무관하지 않다. 즉, 권력은 자신이 필요한 학문만을 발전시키는 경향이 있다.

### 민중 신문
민중 신문은 이러한 권력에 대해 부정함이 있음을 인정한다. 그 신문들은 죄인들이 마치 혁명가 내지는 독립적인 존재로써 알리는 경향이 있다. 이들은 이 죄수들의 보도를 통해 권력의 부당함을 알리는 데 목적을 둔다.

## 같이 보기
- 감옥
- 신체형